# Лия
 Тази статия е за окръга в Ню Мексико, САЩ.  За българската певица вижте Лия (певица).  
Окръг Лия (на английски: Lea County) е окръг в щата Ню Мексико, Съединени американски щати. Площта му е 11 380 km², а населението – 68 759 души (2017). Административен център е град Ловингтън.